# Dilar
Dilar är ett släkte av insekter. Dilar ingår i familjen Dilaridae.

## Dottertaxa tillDilar, i alfabetisk ordning[1]
- Dilar algericus
- Dilar aspersus
- Dilar bolivari
- Dilar caesarulus
- Dilar corsicus
- Dilar dissimilis
- Dilar distinctus
- Dilar dochaner
- Dilar dongchuanus
- Dilar duelli
- Dilar formosanus
- Dilar geometroides
- Dilar grandis
- Dilar harmandi
- Dilar hikosanus
- Dilar hornei
- Dilar indicus
- Dilar japonicus
- Dilar juniperi
- Dilar kanoi
- Dilar kirgisus
- Dilar lineolatus
- Dilar macleodi
- Dilar marmoratus
- Dilar megalopterus
- Dilar meridionalis
- Dilar montanus
- Dilar nevadensis
- Dilar nietneri
- Dilar pallidus
- Dilar parthenopaeus
- Dilar pumilus
- Dilar pusillus
- Dilar saldubensis
- Dilar septentrionalis
- Dilar similis
- Dilar sinicus
- Dilar stenopterus
- Dilar subdolus
- Dilar syriacus
- Dilar taiwanensis
- Dilar tibetanus
- Dilar turcicus
- Dilar wangi
- Dilar vartianorum
- Dilar vietnamensis
- Dilar wuyishanus
- Dilar yunnanus